# NGC 2596
NGC 2596 é uma galáxia espiral (Sb) localizada na direcção da constelação de Cancer. Possui uma declinação de +17° 17' 04" e uma ascensão recta de 8 horas, 27 minutos e 26,6 segundos.
A galáxia NGC 2596 foi descoberta em 26 de Janeiro de 1865 por Albert Marth.